# Narragansett (Rhode Island)
Narragansett ist eine Kleinstadt im US-Bundesstaat Rhode Island, auf einer Halbinsel in der gleichnamigen Bay gelegen. Sie ist benannt nach dem Indianerstamm der Narraganset, die im Gebiet des heutigen Rhode Island siedelten. Das U.S. Census Bureau hat bei der Volkszählung 2020 eine Einwohnerzahl von 14.532 ermittelt.
Die Stadt gibt es als selbstständige Gemeinde erst seit 1901, vorher war sie Teil von South Kingstown. Die ersten weißen Siedler lassen sich allerdings bis 1675 zurückverfolgen. Der Bau von Segelschiffen war die früheste Industrieform der Ansiedlung. Der regelmäßige Fährverkehr nach Jamestown und Newport war im 18. Jahrhundert – bis zum Bau der Brücke über die Narragansett Bay – eine lukrative Einnahmequelle für die Einwohner. Daran erinnert heute noch der Name der Kirche „South Ferry Church“.
Seit Ende des 19. Jahrhunderts ist Narragansett als Sommerferienort bekannt. Das überwiegend aus Holz gebaute Casino brannte im Jahr 1900 ab, lediglich die zwei wuchtigen Tortürme aus Naturstein blieben an der Strandpromenade stehen. Sie sind heute das Wahrzeichen der Stadt.

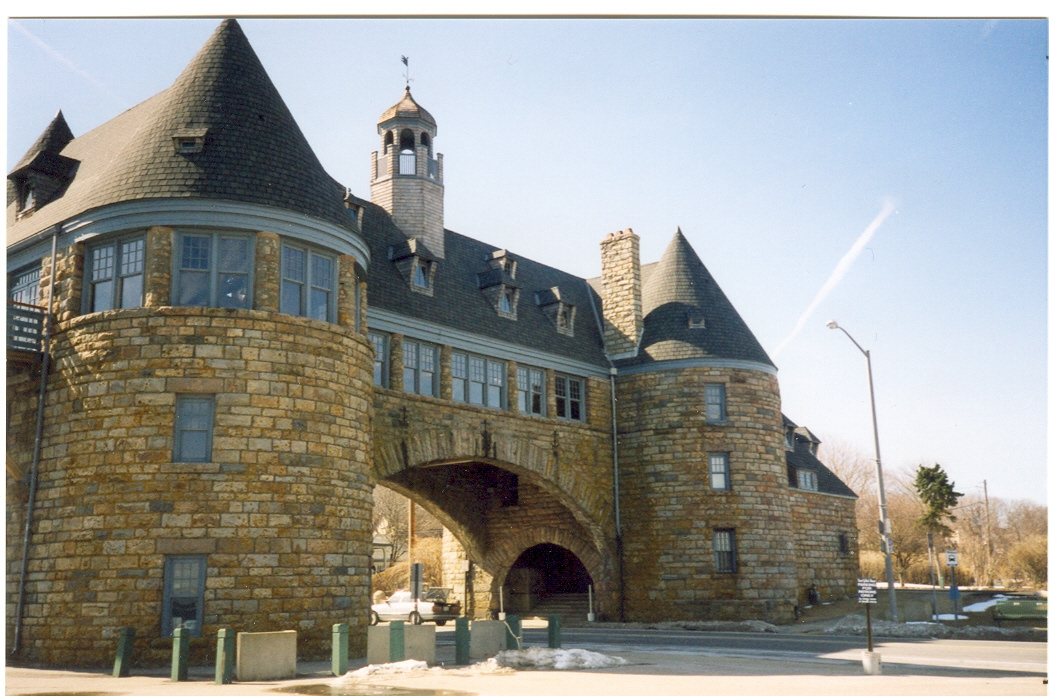
Narragansett, ehemaliges Casino

Narragansett hat mehrere feinsandige Strände, die sich hervorragend zum Surfen eignen. Das führt dazu, dass sich die Einwohnerzahl im Sommer nahezu verdoppelt.
Vom Hafen von Galilee führt eine Fähre nach Block Island, eine Insel mit Sandstränden und Naturschutzgebieten. In Galilee, einem Ortsteil von Narragansett, befinden sich einige Fischrestaurants, deren Spezialität fangfrischer Hummer ist. Sehenswert ist auch der Leuchtturm am südlich davon gelegenen Point Judith, erbaut 1816, heute eine Station der US Coastguard.
Narragansett ist Standort des Bay Campus der University of Rhode Island (URI) in Kingston. Zu den beiden dort stationierten Forschungsschiffen der Universität gehört die RV Endeavor.
Im National Register of Historic Places sind 14 Gebäude und Gebiete gelistet.

## Regelmäßige Veranstaltungen
In Narragansett findet seit 2008 jährlich im Juli der Triathlon Ironman 70.3 Rhode Island statt.

## Sonstiges
Teile des Hollywood-Filmes „Ich, beide & sie“ mit Jim Carrey und Renée Zellweger wurden in Narragansett gedreht.